# Ezüst-nitrát
Az ezüst-nitrát (pokolkő) az ezüst salétromsavval alkotott sója. Képlete AgNO3. Színtelen, kristályos vegyület, vízben oldódik. Vízoldhatósága különösen magasabb hőmérsékleten nagyon jó. Metanolban, etanolban és glicerinben is feloldódik. Vizes oldata semleges (vagy csak alig savas) kémhatású. Nem higroszkópos, eltartható tiszta levegőn anélkül, hogy változna.

## Kémiai tulajdonságai

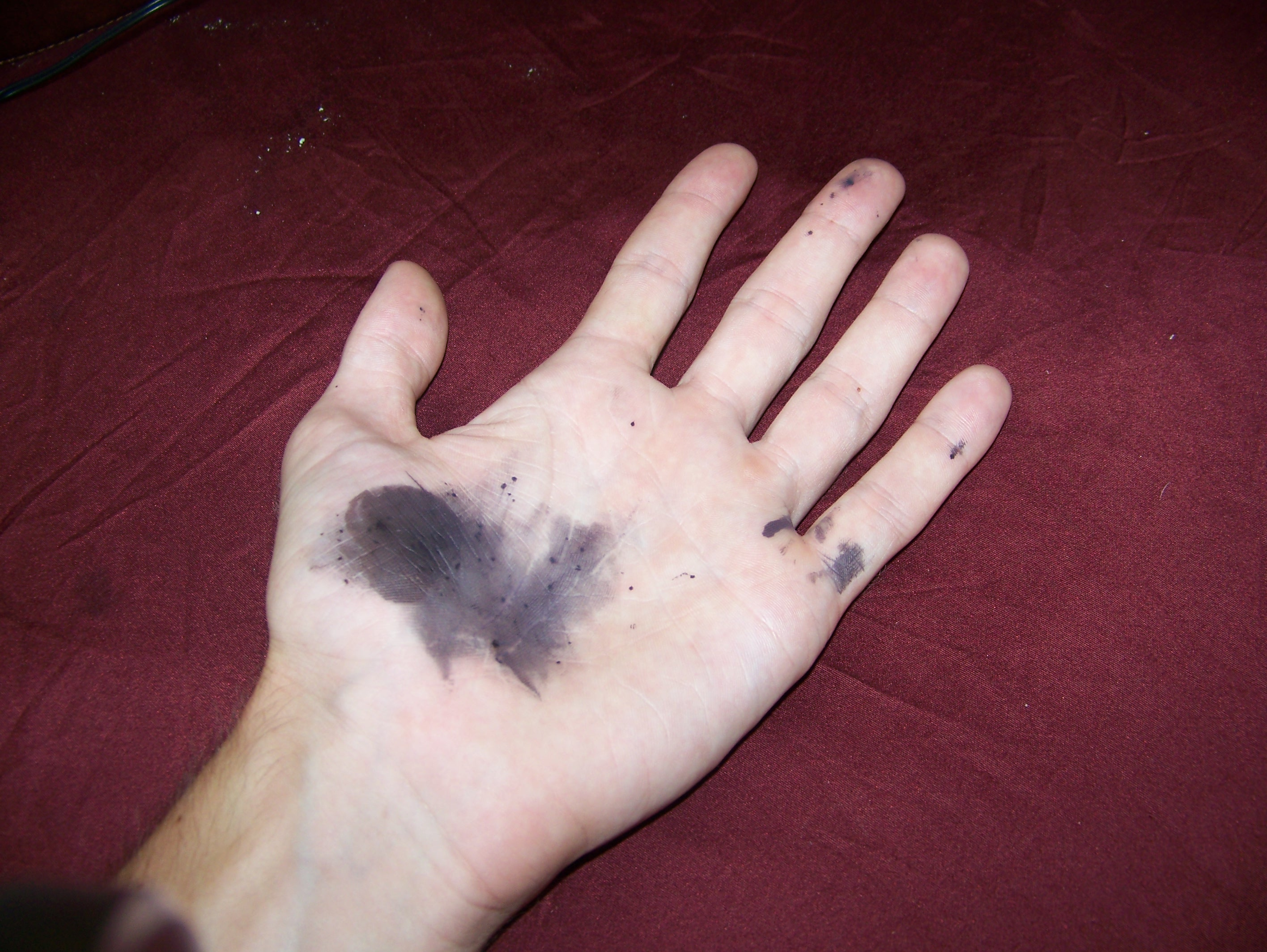
Az ezüst-nitrát fekete nyomot hagy a bőrön

Fény vagy szerves anyagok hatására könnyen redukálódik. Felhalmozódik a bőrben és a nyálkahártyákban. Bőrre kerülve a bőrön fekete foltot hagy, ennek oka az, hogy az ezüst-nitrát redukálódik és fémezüst válik ki. Égeti és összehúzza a bőrt, akár gyulladásos betegségeket is okozhat. Hasonlóan redukálódik más szerves anyagok (például papír, szövet) felületén is. Oxidáló, maró hatású anyag tömény állapotban. Magasabb hőmérsékleten hidrogén vagy foszfor hatására fémezüstté redukálódik. Klór hatására ezüst-kloriddá és ezüst-kloráttá, bróm hatására ezüst-bromiddá és ezüst-bromáttá alakul. Kénnel melegítve ezüst-szulfiddá alakítható. A kén-hidrogén a vegyület vizes oldatából fekete ezüst-szulfidot szabadít fel. Vizes oldatából sósav hatására fehér csapadék, ezüst-klorid válik ki. Az ezüstnél negatívabb fémek (például réz, vas, cink, alumínium) hatására ezüst válik ki belőle. Vizes oldatából higany hatására ezüstamalgám válik ki tűk alakjában. Redukáló hatású anyagok, például szőlőcukor, formaldehid a vegyület ammóniás oldatát redukálják, ezüstöt szabadítanak fel belőle, az ezüst ekkor az edény falán válik ki tükörként. Kettős sókat képez az ezüst halogenidjeivel és az alkálifémek nitrátjaival.

## Előállítása
Az ezüst-nitrátot ezüst salétromsavban való feloldásával állítják elő.
{\displaystyle \mathrm {2\ Ag+4\ HNO_{3}\rightarrow 2\ AgNO_{3}+2\ H_{2}O+2\ NO_{2}} }
Olvasztott ezüst-nitrát (pokolkő) előállítására megolvasztják az ezüst-nitrát kristályait, és vékony rudakba öntik. Maró hatását azzal szokás csökkenteni, hogy az ezüst-nitrátot 66,7% kálium-nitráttal olvasztják össze. A kálium-nitrátot tartalmazó ezüst-nitrát-rudacskák kevésbé törékenyek, mint a tisztán ezüst-nitrátot tartalmazók.

## Felhasználása
Az ezüstvegyületek túlnyomó részét ezüst-nitrátból állítják elő olcsósága, és előnyös tulajdonságai miatt - vízoldható, és nem higroszkópos. Az orvosi gyakorlatban (többnyire kálium-nitráttal összeolvasztva) rudacskák formájában edzőszerként és szemölcsök leégetésére használták. Laboratóriumokban halogén- és cianidionok kimutatására, és mennyiségük meghatározására használható.
Tükrök előállítására is használják.